# Estado Novo (Brasil)
Estado Novo, ou Terceira República Brasileira, foi uma ditadura brasileira instaurada por Getúlio Vargas em 10 de novembro de 1937, que vigorou politicamente até 29 de outubro de 1945, e formalmente até 31 de janeiro de 1946. Foi caracterizado pela centralização do poder, nacionalismo, anticomunismo e por seu autoritarismo. É parte do período da história do Brasil conhecido como Era Vargas.
Em 10 de novembro de 1937, através de um golpe de estado, Vargas instituiu o Estado Novo em um pronunciamento em rede de rádio, no qual lançou um Manifesto à nação, no qual dizia que o regime tinha como objetivo "reajustar o organismo político às necessidades econômicas do país".
Após a Constituição de 1937, Vargas consolidou seu poder. O governo implementava a censura à imprensa e a propaganda era coordenada pelo Departamento de Imprensa e Propaganda (DIP). Também houve forte repressão ao comunismo, amparada pela "Lei de Segurança Nacional", que impediu movimentos revolucionários, como a Intentona Comunista de 1935, durante todo o período. A centralização do poder estatal e da política econômica, juntamente com uma política de substituição de importações, possibilitou a captação de recursos para o avanço da industrialização no Brasil, e para a criação de instituições que possibilitassem esse processo, como a Companhia Siderúrgica Nacional e a Companhia Vale do Rio Doce.
O Estado Novo também foi considerado mais tardiamente como um precursor da ditadura militar no Brasil, que teve início com o golpe de 1964, apesar de existirem várias diferenças entre os dois regimes.

## Histórico

### Antecedentes
Em 30 de setembro de 1937, enquanto eram aguardadas as eleições presidenciais marcadas para janeiro de 1938, a ser disputadas por José Américo de Almeida, Armando de Sales Oliveira, ambos apoiadores da revolução de 1930, e por Plínio Salgado, foi denunciada, pelo governo de Getúlio, a existência de um suposto plano comunista para tomada do poder. Este plano ficou conhecido como Plano Cohen. Foi posteriormente acusado de ter forjado tal plano, um adepto do integralismo, o capitão Olímpio Mourão Filho, o mesmo que daria início ao Golpe de Estado no Brasil em 1964.

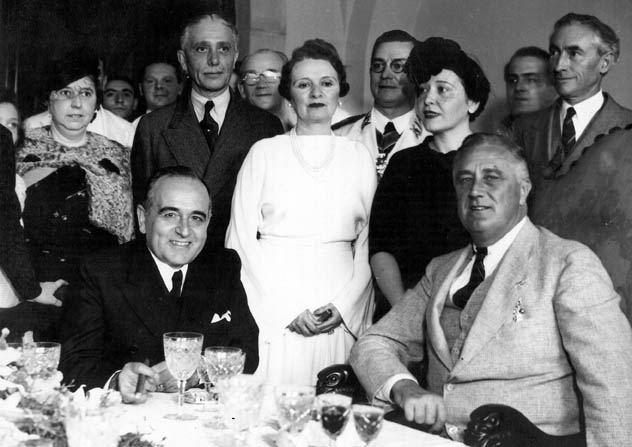
Foto do encontro de Getúlio Vargas e Franklin Roosevelt no Rio de Janeiro, em 1936.

Os integralistas, porém, negam sua participação na implantação do Estado Novo, culpando o general Góis Monteiro, na época chefe do Estado Maior do Exército, pela criação e divulgação do Plano Cohen. Somente dezoito anos mais tarde, perante o Conselho de Justificação do Exército Brasileiro, requerido a 26 de dezembro de 1956, o então coronel Olímpio Mourão Filho, provou sua inocência. No dia seguinte à divulgação do Plano Cohen, 1 de outubro de 1937, o Congresso Nacional declarou o estado de guerra em todo o país.
Em 19 de outubro, o governador do Rio Grande do Sul, Flores da Cunha, depois de ter perdido o controle sobre a Brigada Militar gaúcha, a qual, por ordem de Getúlio, ficara subordinada ao Exército brasileiro, e de ter sido cercado militarmente pelo general Góis Monteiro, abandona o cargo de governador do Rio Grande do Sul e se exila no Uruguai. Flores da Cunha, que havia comprado grande quantidade de armamento na Europa, representava a última possível resistência militar a uma tentativa de golpe de Estado por parte de Getúlio. Armando de Sales Oliveira, que também poderia se opor ao golpe de Estado, já deixara o governo de São Paulo, em 29 de dezembro de 1936, para se candidatar à presidência da República. Seu sucessor José Joaquim Cardoso de Melo Neto garantiu a Getúlio que "São Paulo não faria outra revolução". São Paulo estava novamente dividido como em 1930, sendo que o Partido Constitucionalista (de Armando Sales e herdeiro do Partido Democrático) e o Partido Republicano Paulista não se entendiam. O PRP não aceitou apoiar a candidatura de Armando Sales à presidência da república.

### O Golpe de 1937
Getúlio, em 10 de novembro de 1937, através de um golpe de estado, instituiu, então, o Estado Novo, em um pronunciamento em rede de rádio, no qual lançou um Manifesto à nação, no qual dizia que o Estado Novo tinha como objetivo "reajustar o organismo político às necessidades econômicas do país". No dia do golpe, Getúlio Vargas determinou o fechamento do Congresso Nacional do Brasil e outorgou uma nova constituição, a Constituição de 1937, que lhe conferia o controle total do poder executivo e lhe permitia nomear, para os estados, interventores a quem deu ampla autonomia para a tomada de decisões. Essa constituição, elaborada por Francisco Campos, ficou conhecida como "a Polaca", por se ter inspirado na constituição vigente na Polônia naquela época.

### Consolidação

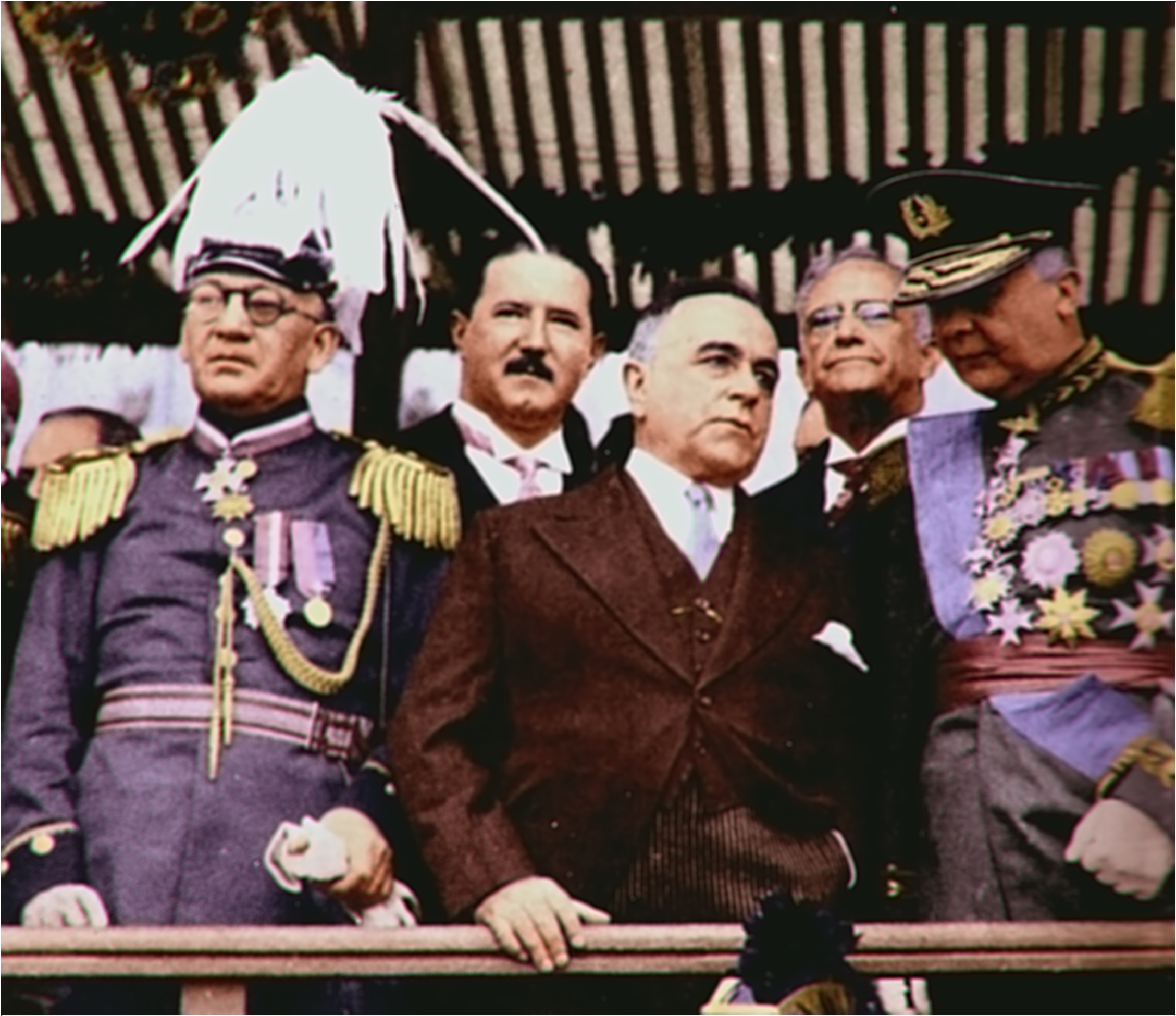
15 de novembro de 1939: comemoração dos 50 anos da Proclamação da República.

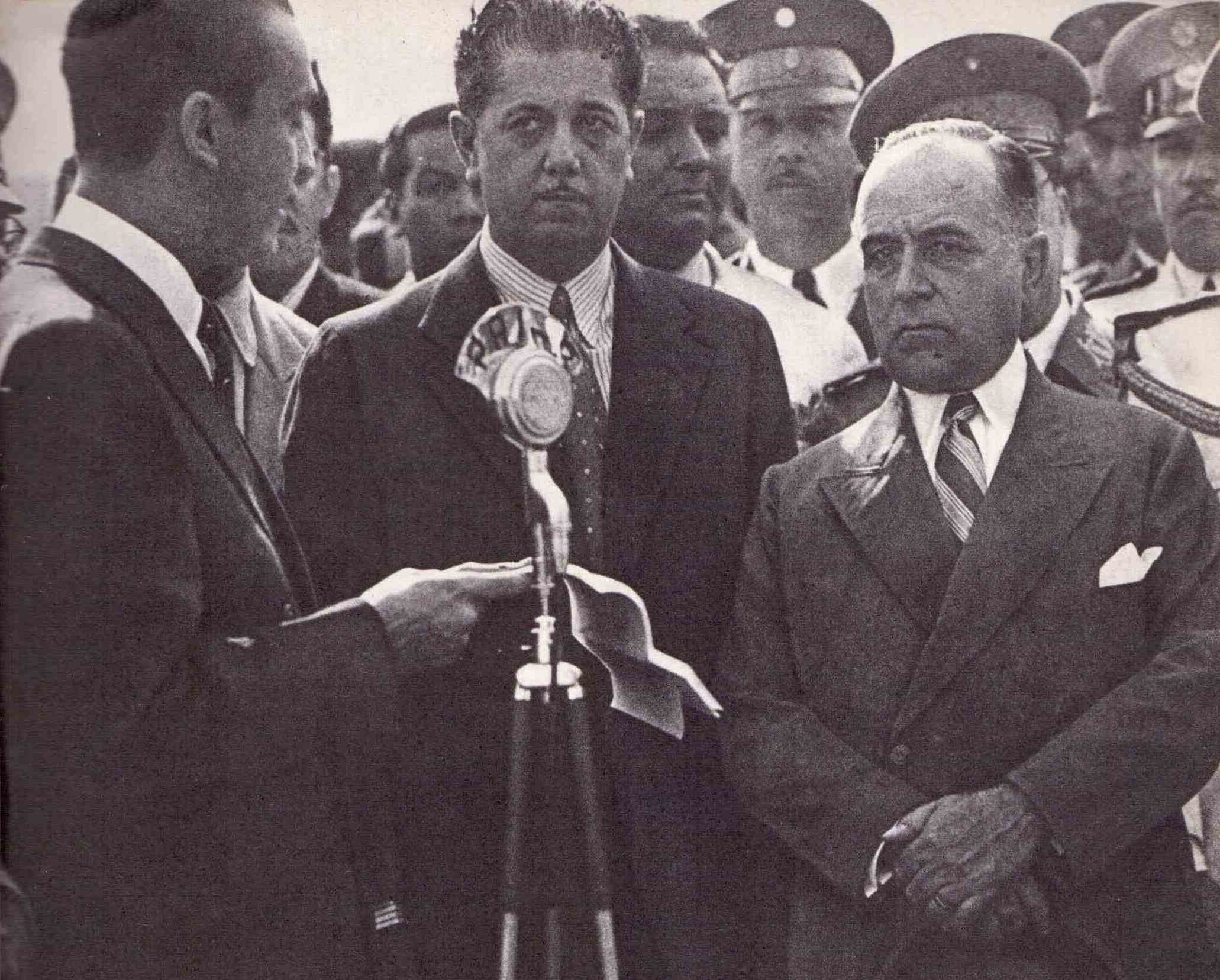
Getúlio na inauguração da Avenida do Contorno, com Benedito Valadares, governador de Minas Gerais, e o então prefeito de Belo Horizonte, Juscelino Kubitschek, em 12 de maio de 1940.

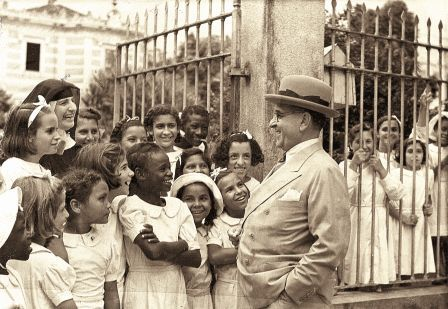
Getúlio Vargas em visita a Porto Velho, em 1940.

A Constituição de 1937 previa um novo Legislativo que não chegou a ser instalado, e previa a realização de um plebiscito, que, porém, não chegou a ser convocado. Jamais foram realizadas eleições no Estado Novo. O Poder Judiciário teve sua autonomia preservada durante o Estado Novo. No seu preâmbulo, a constituição de 1937 justifica a implantação do Estado Novo, descrevendo uma situação de pré-guerra civil que o Brasil estaria vivendo.
Os partidos políticos foram extintos em 2 de dezembro de 1937, pelo decreto-lei n.º 37, o qual tinha, entre outros considerados, dois bastante críticos do sistema político então vigente no Brasil, e pregando o "contato direto com as massas":
"Considerando que o sistema eleitoral então vigente, inadequado às condições da vida nacional, baseado em artificiosas combinações de caráter jurídico e formal, fomentava a proliferação de partidos, com o fito único e exclusivo de dar às candidaturas e cargos eletivos aparência de legitimidade; e:
"Considerando que o novo regime, fundado em nome da Nação para atender às suas aspirações e necessidades, deve estar em contato direto com o povo, sobreposto às lutas partidárias de qualquer ordem, independendo da consulta de agrupamentos, partidos ou organizações, ostensiva ou disfarçadamente destinados à conquista do poder público".
Sobre a opinião de Getúlio sobre partidos políticos, Luís Vergara, em Eu fui secretário de Getúlio, no capítulo 41, conta que Getúlio era contrário à existência deles no Estado Novo, rejeitando inclusive a tese do partido único:
"Não devemos ter ilusões. Dados os nossos costumes e o baixo nível de nossa cultura política, viciada pelas práticas oligárquicas e personalistas, esse partido único logo começará a subdividir-se em facções e a agitar e conturbar inutilmente a vida do país".

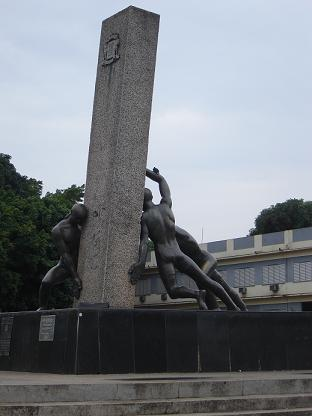
A inauguração de Goiânia, em 1942, foi o começo de uma "marcha para o oeste" que culminou com a construção de Brasília, muitos anos depois.

E Getúlio acrescentou, a Luís Vergara, sua visão de governo: "O que é urgente, isso sim, é acelerar o processo do nosso desenvolvimento e reforçar as energias criadoras de progresso e de elevação do nível econômico das populações, que, em muitas regiões, permanece estacionário e em estágio de verdadeiro pauperismo". Luís Vergara, registra então, que "o assunto (do partido único) ficou encerrado de vez".
No dia 4 de dezembro são queimadas, numa grande cerimônia cívica, na Esplanada do Russel, no Rio de Janeiro, as bandeiras dos estados federados, os quais foram proibidos de terem bandeira e os demais símbolos estaduais. O Estado Novo era contra qualquer demonstração de regionalismo, e assim Getúlio se expressou sobre este tema em 1939: "Não temos mais problemas regionais; Todos são nacionais, e interessam ao Brasil inteiro".
O governo implementava a censura à imprensa e a propaganda do regime através do DIP, Departamento de Imprensa e Propaganda, criado pelo decreto-lei n.º 1.915, de 27 de dezembro de 1939. Sobre a criação do DIP, Getúlio, em um pronunciamento, no Senado Federal, em 13 de dezembro de 1946, declarou:
| “ | Em 1940, e não em 1937, eu criei o Departamento de Imprensa e Propaganda, para controlar e acompanhar de perto a infiltração estrangeira no Brasil. Atuavam então em nosso país a United Press e a Associated Press... A Havas, francesa, estava controlada pelos alemães... A Havas era a agência de maior irradiação no Brasil e distribuía os serviços de todas agências europeias, inclusive a Reuter. Ao lado da Havas, a Transocean, diretamente alemã, cobria todo o território, bloqueando a United... A Havas e a Transocean distribuíam o serviço telegráfico nacional. Tinham um excepcional poder de ação interna. Vários jornais em língua alemã, italiana e japonesa infestavam as zonas povoadas por núcleos de origem destes povos.... A propaganda britânica também se intensificou. Mas eu não devia resolver os nossos problemas de acordo com as conveniências da propaganda internacional, e, sim, na base das conveniências do Brasil e da América... O excesso de zelo da propaganda britânica várias vezes perturbou minha ação. Mas até certo ponto foi útil, pois provocou medidas que deram a garantia de nossa impecável neutralidade (nos primeiros anos da Segunda Guerra Mundial). | ” |

O gabinete ministerial de Getúlio se manteve relativamente estável durante o Estado Novo, com os ministros da Fazenda, Guerra, Marinha e da Educação permanecendo em seus cargos durante todo o período do Estado Novo (1937-1945). A única reação à implantação do Estado Novo foi o Levante Integralista em 8 de maio de 1938. Foi atacado o Palácio Guanabara, que oferecia pouca segurança. Este episódio levou Getúlio a criar uma guarda pessoal, que foi chamada, pelo povo, de "Guarda Negra".

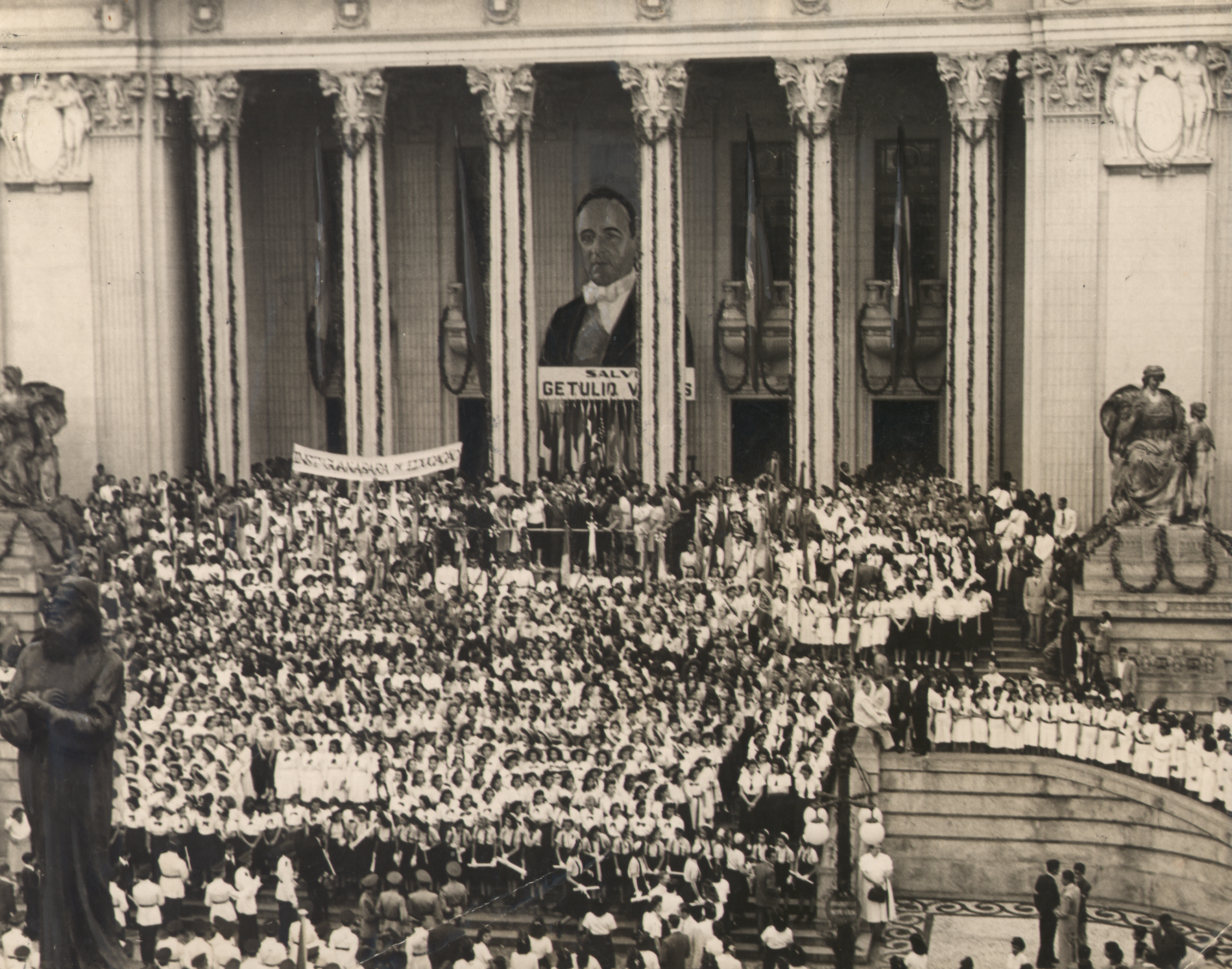
Manifestação de apoio a Getúlio Vargas em frente da Câmara dos Deputados, 19 de abril de 1942. Arquivo Nacional.

Getúlio, na cita entrevista à Revista do Globo, deu a sua versão sobre o Levante Integralista: "Antes de mais nada, é preciso esclarecer que o golpe integralista de 1938 foi organizado pela embaixada alemã. Os brasileiros serviram apenas como instrumentos de um plano que visava entregar o país ao governo alemão. Naturalmente se não fosse o auxílio dos agentes alemães eles jamais o teriam realizado, pois não tinham capacidade nem coragem para tal".

### Repressão política e tortura
O Estado Novo foi instalado, segundo o preâmbulo da Constituição de 1937, para atender "às legítimas aspirações do povo brasileiro à paz política e social, profundamente perturbada por conhecidos fatores de desordem resultantes da crescente agravação dos dissídios partidários, que uma notória propaganda demagógica procura desnaturar em luta de classes, e do extremamento de conflitos ideológicos, tendentes, pelo seu desenvolvimento natural, a resolver-se em termos de violência, colocando a Nação sob a funesta iminência da guerra civil". O preâmbulo prossegue dizendo:

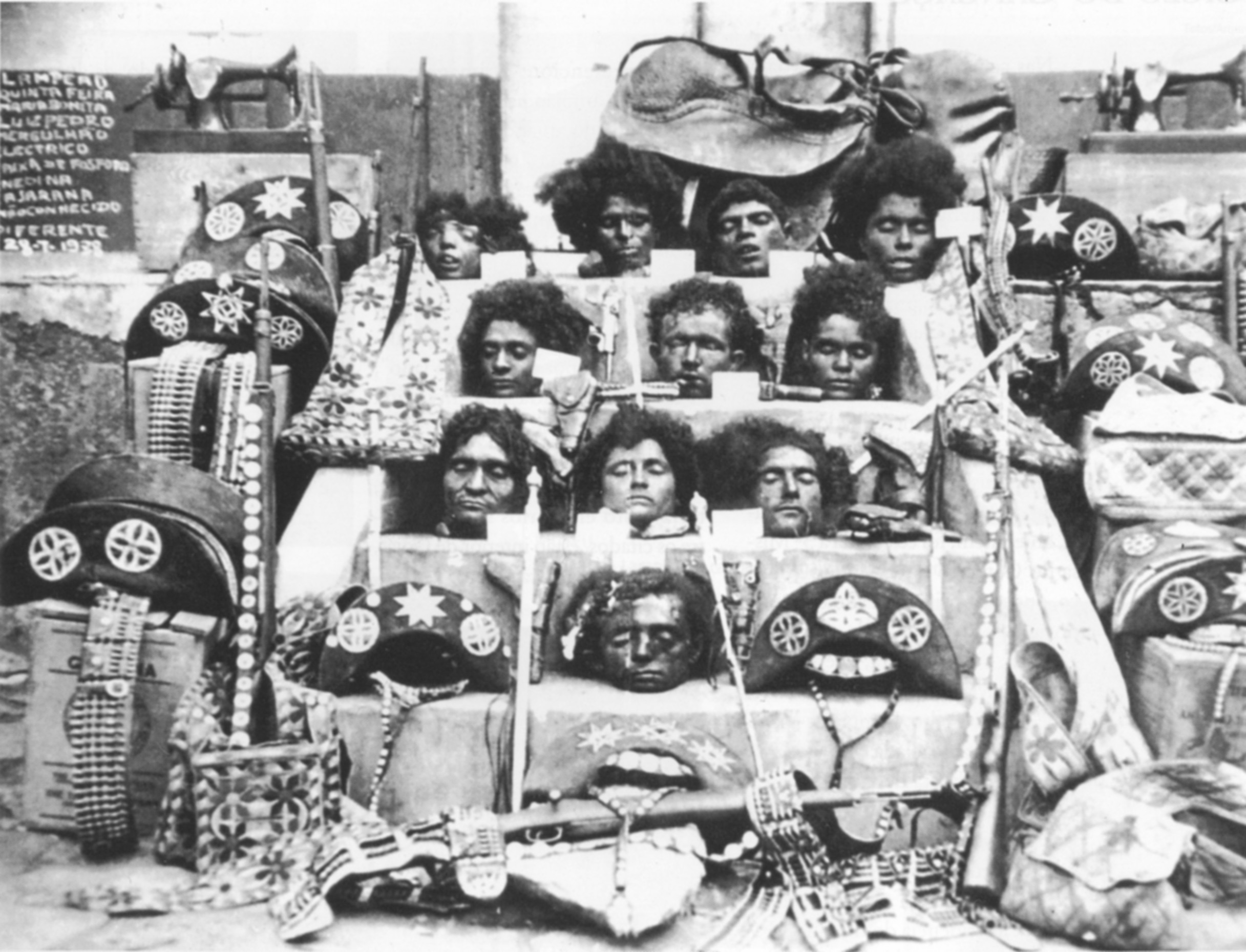
Em 1938, morreu Virgulino Ferreira da Silva, mais conhecido como Lampião, fato que contribuiu para o enfraquecimento do banditismo, que tanto atormentou o Nordeste

- "ATENDENDO ao estado de apreensão criado no País pela infiltração comunista, que se torna dia a dia mais extensa e mais profunda, exigindo remédios, de caráter radical e permanente;
- ATENDENDO a que, sob as instituições anteriores, não dispunha, o Estado de meios normais de preservação e de defesa da paz, da segurança e do bem-estar do povo;
- Resolve assegurar à Nação a sua unidade, o respeito à sua honra e à sua independência, e ao povo brasileiro, sob um regime de paz política e social, as condições necessárias à sua segurança, ao seu bem-estar e à sua prosperidade, decretando a seguinte Constituição, que se cumprirá desde hoje em todo o Pais:"

Houve, então, repressão rigorosa ao comunismo, amparada pela Lei de Segurança Nacional, durante todo o Estado Novo, não ocorrendo mais nenhum movimento revolucionário do tipo da Intentona Comunista ocorrida em 1935. Não houve, no entanto, criação de uma "Polícia Política" como aquela que existiu no Estado Novo português, a PVDE, não existindo ainda uma polícia federal no Brasil, e as polícias estaduais mantiveram-se sob o comando dos interventores federais nos estados. Na vida civil, manteve-se em vigor o Código Civil Brasileiro de 1916, e um novo código penal, mais liberal, foi adotado durante o Estado Novo.
A mais forte crítica a essa repressão se refere a torturas ocorridas na Chefatura de Polícia da cidade do Rio de Janeiro, durante a gestão de Filinto Müller (1933-1942), e se generalizam as acusações, por alguns críticos do Estado Novo, como tendo ocorrido tortura em todo o Brasil, embora nenhum estudo afirme que Getúlio tinha conhecimento das torturas ou ordenasse as torturas que ocorreram na Chefatura de Polícia do Distrito Federal durante o Estado Novo.
Sobre essa Polícia Civil do Distrito Federal, Getúlio relatou, no balanço do que fez do seu primeiro ano de governo, em 3 de outubro de 1931, as mudanças feitas naquele órgão:
| “ | A Polícia Civil do Distrito Federal, sob o governo revolucionário, redimiu-se perante a opinião pública; era, em verdade, um dos departamentos que mais baixo desceram no conceito geral do país. Esse departamento deixara, há muito, de ser o aparelho da ordem, para se transformar numa organização terrorista, cuja fama já se estendia, com o prestígio de coisas sinistras, para além de nossas fronteiras. | ” |

E relatou as providências tomadas no seu primeiro ano de governo:
| “ | Em dois sentidos se orientou a ação do Governo Provisório na Polícia Civil: O primeiro se operou pela substituição intransigente dos elementos corruptos por outros de idoneidade comprovada. Modificada a mentalidade policial, outra medida, porém, se impunha: subtraí-la a influências subalternas, fossem de caráter político ou não, a fim de que não viesse a sofrer, com o correr dos dias, novas deformações ou desvios. | ” |

Estas reformas na Polícia do Distrito Federal, relatadas por Getúlio, seguiram as sugestões da Comissão da Reforma da Polícia Civil do Distrito Federal, durante a gestão do Chefe de Polícia João Batista Luzardo.
O almirante Ernâni do Amaral Peixoto, que foi interventor federal no Estado do Rio de Janeiro durante o Estado Novo (1937-1945), no livro Artes da Política - Diálogo com Amaral Peixoto, deu um depoimento sobre a atuação de capitão Filinto Müller como policial: "O Filinto era um policial excelente. Era como aquele Ramos de Freitas, que fui obrigado a demitir por excessos. A polícia no tempo do Filinto funcionava muito bem. Agora, funcionava como ele queria".
Para fiscalizar essa Policia Civil do Distrito Federal, foi criado, pelo decreto-lei n.º 5.504, de 20 de maio de 1943, a Corregedoria de Polícia do Distrito Federal. A má fama da Polícia Civil do Rio de Janeiro, na República Velha, já havia sido consagrada no primeiro samba gravado no Brasil, "Pelo Telefone", de Donga, de 1917, "Pelo telefone, o Chefe da Polícia manda me avisar que na Carioca há uma roleta pra se jogar".

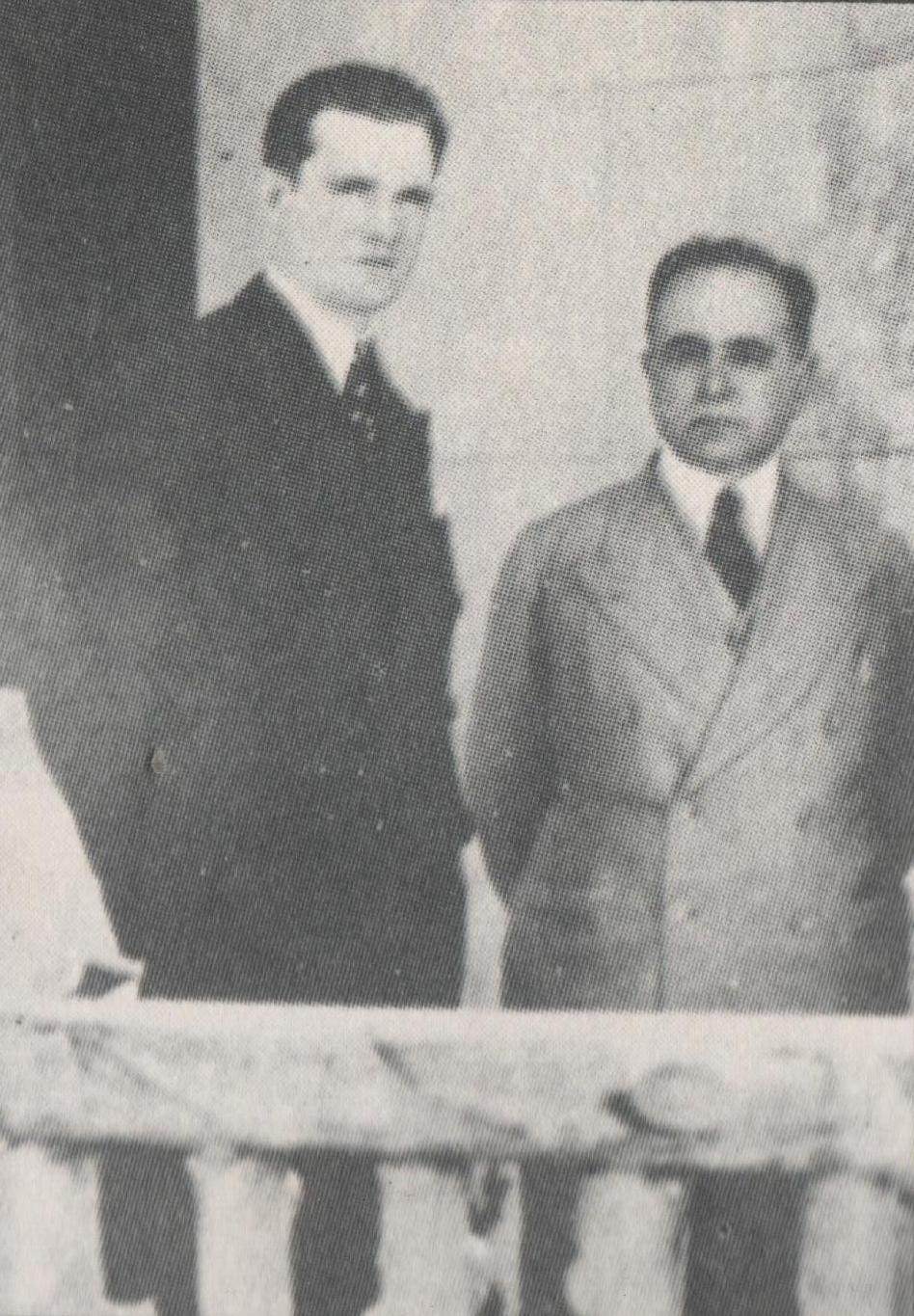
Getúlio Vargas com o "futuro" general e presidente do Brasil, Ernesto Geisel (Recife, 1940)

Assim, é relatado por vários autores, em biografias de alguns dos opositores do Estado Novo, a prisão e a tortura sofridas por eles, mas sem poder afirmar o envolvimento direto da pessoa de Getúlio Vargas com torturas. Assim sucede com as torturas sofridas por Pagu, Carlos Marighella e Joaquim Câmara Ferreira, que perdeu as unhas na prisão.
Vários autores, porém, acusam diretamente Getúlio de cerceamento dos direitos e garantias individuais durante o Estado Novo, questão exposta assim, por Getúlio, em São Paulo, em 23 de julho de 1938: "O Estado Novo não reconhece direitos de indivíduos contra a coletividade. Os indivíduos não têm direitos, têm deveres! Os direitos pertencem à coletividade! O Estado, sobrepondo-se à luta de interesses, garante os direitos da coletividade e faz cumprir os deveres para com ela".
Getúlio é acusado por uma série de crimes, e o Estado Novo chega a ser descrito como um regime de terror: "A perseguição implacável do regime de Vargas a seus opositores (reais e imaginários), cujos métodos envolviam fortemente o emprego da tortura, violência, deportação e assassinato, foi apenas uma das facetas, talvez a mais conhecida, desse período".
A advogada Marina Pasquini Toffolli diz que "com o advento do Estado Novo, no denominado período Getuliano, iniciado em 1937, o Brasil vivenciou uma ditadura que espargiu o terror e edificou a barbárie em todo o seu território, suprimindo todas as garantias individuais, fechando o parlamento federal, estadual e municipal. Também estabeleceu acentuada censura aos órgãos de imprensa e fortaleceu, sobremaneira, os departamentos policiais destinados à repressão política e social".
O pesquisador estadunidense R.S. Rose foi o primeiro civil a passar meses examinando os arquivos secretos da polícia, na cidade do Rio de Janeiro, pesquisa reunida no livro One of the Forgotten Things: Getúlio Vargas and Brazilian social control - 1930-1954 (publicado no Brasil em 2001 pela editora Companhia das Letras com o título de Uma das coisas esquecidas: Getúlio Vargas e o controle social dos brasileiros - 1930-1954). Segundo ele, que vê o Estado Novo como tendo sido um regime impopular que precisou de "coagir o povo" para se manter, "durante o domínio de Vargas, a qualidade e quantidade de abusos contra os direitos humanos atingiram níveis sem precedentes. A violência, como meio de coagir o povo, era evidente em todos os setores do aparato de segurança… As forças policiais da nação redefiniram e em alguns casos reinventaram a tortura que já ocorria no Brasil desde os tempos coloniais. A crueldade de seus métodos foi equiparada apenas pelo fervor com que esse exemplo foi seguido pelas gerações posteriores."
Porém, sobre a popularidade de Getúlio durante o Estado Novo, a revista O Mundo Ilustrado, suplemento especial de outubro de 1954, diz que foi durante o Estado Novo que Getúlio conheceu sua maior popularidade e, abaixo de uma foto de Getúlio sendo ovacionado, assim definiu o prestígio de Getúlio durante o Estado Novo: "O prestígio popular do Presidente Vargas cresceu ainda mais depois da proclamação do Estado Novo. Nunca um chefe de estado foi tão querido em nosso país pelo seu povo. Este seu prestígio não mais diminuiu, continuando Vargas querido até sua morte trágica".
No livro Falta Alguém em Nuremberg: Torturas da Polícia de Felinto Strubling Müller, o jornalista David Nasser enumera algumas das formas de tortura mais comuns nas prisões do Estado Novo. No romance Os Subterrâneos da Liberdade, de 1952, o escritor baiano Jorge Amado conta "detalhes da repressão ao Partido Comunista Brasileiro, das censuras, torturas e prisões” durante o Estado Novo. Jorge Amado foi preso por duas vezes, em 1936 e 1937, sob a acusação de subversão por envolvimento com a Intentona Comunista. Em 1937, seus livros foram queimados em praça pública em Salvador. Os Subterrâneos da Liberdade foi escrito em Praga, na Checoslováquia, onde ele viveu depois de ter sido exilado, em 1948. Por outro lado, Tancredo Neves, que foi ministro da Justiça de Getúlio de 1953 a 1954, avaliou assim, no livro "Tancredo Fala de Getúlio", a ação de Getúlio como ditador: "Ele se esforçou para se projetar na história como um ditador singular, porque foi um ditador progressista, um ditador humanitário. Em que pese uma ou outra acusação de violência, o povo não aceita o Getúlio como um ditador violento".

### Segunda Guerra Mundial

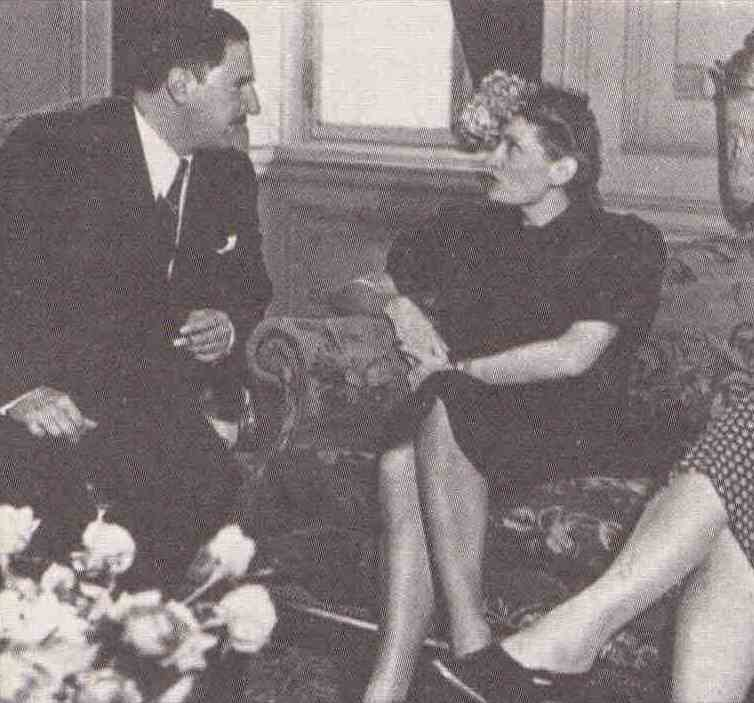
Edda Mussolini, filha de Benito Mussolini, é recebida por Ademar de Barros durante a sua visita a São Paulo, em 1939. De princípio, o Estado Novo nutria simpatia ao nazifascismo

Com o início da Segunda Guerra Mundial, em setembro de 1939, Getúlio Vargas e os militares mantiveram um posicionamento neutro até 1941. Enquanto a opinião pública se dividia: havia simpatia pelas Potências do Eixo entre boa parte dos imigrantes daqueles países e integralistas, por outro lado a maioria dos afrodescendentes e os comunistas (principalmente após a invasão da URSS em junho de 1941), que por sua vez tinham grande poder de mobilização e influência na imprensa, simpatizavam com os aliados. Durante este período Getúlio chegou a escrever em seu diário:
| “ | Parece-me que os americanos querem nos arrastar à guerra, sem que isso seja de utilidade, nem para nós, nem para eles! | ” |

No mês de janeiro de 1942, durante a conferência pan-americana no Rio de Janeiro, a maioria dos países do continente decidiu por condenar os ataques japoneses aos Estados Unidos em 7 de dezembro de 1941, e romper relações diplomáticas com os países do Eixo: Alemanha, Itália e Japão, em 21 de janeiro de 1942. Durante a guerra, a espionagem nazista no Brasil foi ativa, atuando tanto em redes quanto em ações individuais.
Os Estados Unidos tinham planos para se necessário invadir a região Nordeste do Brasil, com o nome código Plan Rubber ("Plano Borracha"), caso o Brasil não cedesse à utilização de bases aeronavais no norte do país, cessão esta que na prática tornaria a neutralidade do país letra morta. Mas a execução de tal plano não se fez necessária, até porque, com ou sem o conhecimento de Vargas, os militares brasileiros desde 1934 já previam que, na ocorrência de novo conflito mundial, um "alinhamento cauteloso" aos EUA. Também, o previsto bloqueio imposto pela marinha britânica à Alemanha e Itália, inviabilizou qualquer tipo de intercâmbio maior com estes países.

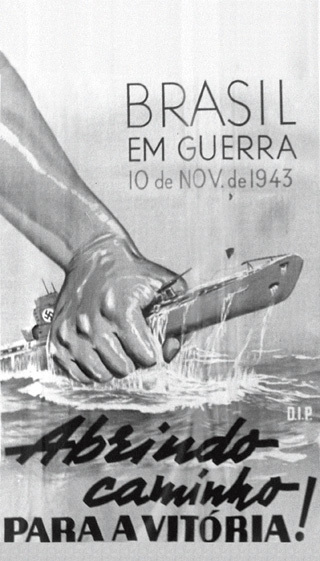
Propaganda brasileira anunciando a declaração de guerra às potências do Eixo em 10 de novembro de 1943.

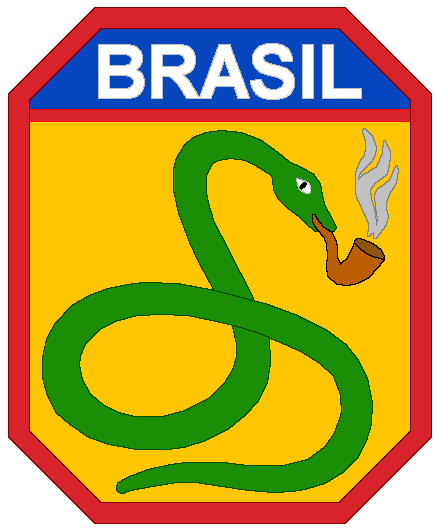
Brasão da Força Expedicionária Brasileira.

Assim, após muita negociação, Brasil e Estados Unidos acabaram assinando um acordo pelo qual o governo norte-americano se comprometeu a financiar a construção de uma grande usina siderúrgica brasileira — Companhia Siderúrgica Nacional —  em Volta Redonda, estado do Rio de Janeiro, em troca da permissão para a instalação de bases militares e aeroportos nas regiões norte, nordeste e em Fernando de Noronha. Logo após, a marinha alemã foi autorizada por Berlim a estender a guerra submarina aos navios mercantes de bandeira brasileira, no que foi seguida pela marinha italiana, pondo fim de fato à neutralidade brasileira. No entanto, somente após 7 meses destes ataques e pressão popular para uma reação, foi que em 22 de agosto Getúlio declarou guerra à Alemanha nazista e à Itália fascista.
Os aliados precisavam muito de borracha, pois a partir da ocupação japonesa do sudeste asiático já não podiam contar mais com vital suprimento da mesma vinda daquela região. Assim, houve no Brasil uma grande migração de nordestinos para a Amazônia para extrair o látex da borracha, que foram carinhosamente apelidados de "soldados da borracha", mobilização esta que revitalizou a economia da região naqueles anos, que se encontrava estagnada desde o fim do 1.º ciclo da borracha décadas antes.
Em 28 de janeiro de 1943, Vargas e Franklin Delano Roosevelt (presidente dos Estados Unidos) participaram da Conferência de Natal, onde ocorreram os primeiros acordos que resultaram na criação da FEB em agosto, um ano após a declaração de guerra. Devido a esta demora e hesitação do governo em mobilizar os efetivos para participar concretamente da luta, à medida que os aliados iam avançando em todas as frentes, dizia-se em referência a isto, relembrando a praticamente simbólica participação brasileira no conflito mundial anterior que seria "mais fácil uma cobra fumar do que o Brasil ir de fato à guerra na Europa", antes que a mesma terminasse.
No entanto, "A cobra fumou", os pracinhas, como ficaram conhecidos os membros da Força Expedicionária Brasileira, que em 1945 perfizeram 25 mil homens, de um total inicialmente estimado, (em fins de 1942), em 200 mil, finalmente foram enviados a partir de julho de 1944, para combater na Itália, onde lutaram de setembro do mesmo ano ao fim do conflito na Europa, que se deu em 8 de maio de 1945. EUA e Reino Unido convidaram o Brasil para participar da ocupação da Áustria mas, o comando da FEB recusou tal convite.

### Declínio
Entre os pracinhas da FEB, havia oito estudantes de Direito da Universidade de São Paulo, participantes de manifestações pacíficas de oposição a Getúlio, como a Passeata do Silêncio, em que desfilaram com mordaças negras para simbolizar a falta de liberdade de expressão. "Fomos convocados por castigo — como se pudesse ser um castigo servir ao Brasil!", escreveu um desses estudantes, Geraldo Vidigal, no livro O Aprendiz de Liberdade — do Centro XI de Agosto à Segunda Guerra Mundial. A função desses estudantes na guerra: desarmar minas terrestres antes que os tanques passassem.
O próprio Getúlio, no Diário, em 27 de janeiro de 1942, já demonstrava reservas quanto ao futuro do Estado Novo afirmando que:
| “ | Devo confessar que me invade uma tristeza. Grande parte desses elementos que aplaudem esta atitude (romper relações diplomáticas com a Alemanha), alguns poucos que até me caluniam, são os adversários do regime que fundei (o Estado Novo), e chego a duvidar que possa consolidá-lo para passar tranquilamente o governo ao meu substituto. | ” |

Em 1943, ocorre o primeiro protesto organizado contra o Estado Novo, em Minas Gerais, chamado Manifesto dos Mineiros, redigido e assinado por advogados mineiros, muitos dos quais se tornariam influentes juristas e importantes próceres políticos da UDN, como José de Magalhães Pinto.
Um ferrenho opositor do Estado Novo foi o escritor Monteiro Lobato, que chegou a ser preso e acusava Getúlio de não deixar os brasileiros procurarem petróleo livremente. Com a aproximação do término da Segunda Guerra Mundial, em 1945, as pressões em prol da redemocratização ficam mais fortes. A entrevista, em 22 de fevereiro de 1945, de José Américo de Almeida a Carlos Lacerda, publicada no Correio da Manhã, do Rio de Janeiro, marca o fim da censura à imprensa no Estado Novo e simbolizou o enfraquecimento e queda do Estado Novo.
Apesar de algumas medidas tomadas como a definição, em 28 de maio de 1945, de uma data para as eleições presidenciais (2 de dezembro), a anistia a Luís Carlos Prestes e outros presos políticos, a liberdade de organização partidária, e o compromisso de fazer eleger uma nova Assembleia Constituinte, a pressão para que Getúlio renunciasse continuava forte.

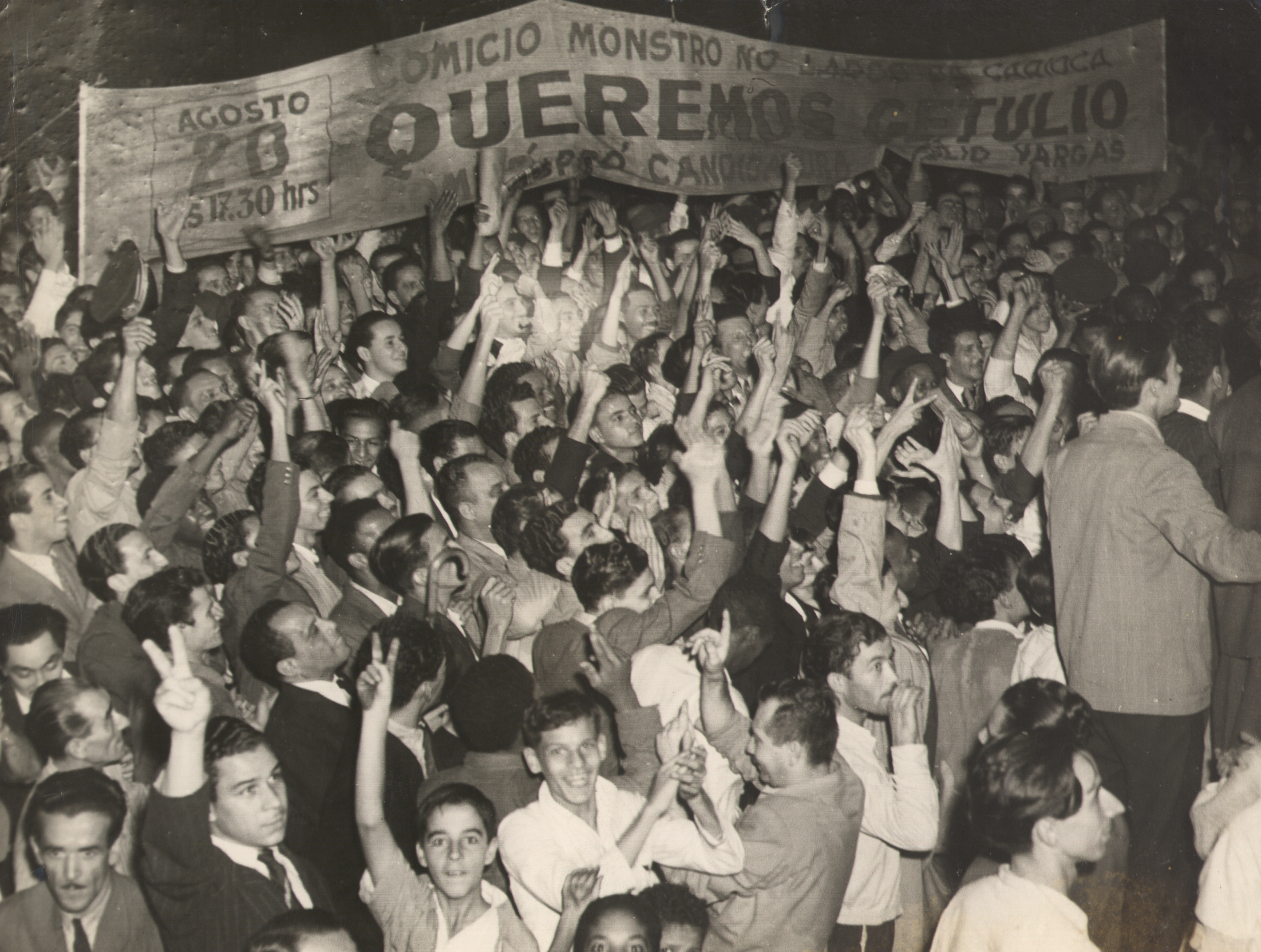
Manifestação a favor de Getúlio Vargas ao final do Estado Novo, em 21 de agosto de 1945. Arquivo Nacional.

Surge, então, liderado pelo empresário Hugo Borghi, um movimento de apoio a Getúlio, que recebeu a alcunha de "Queremismo" com os lemas: "Queremos Getúlio" e "Constituinte com Getúlio", que visava que Getúlio continuasse no poder até a promulgação de uma nova constituição, mas isto não ocorreu.
Getúlio Vargas foi deposto em 29 de outubro de 1945, por um movimento militar liderado por generais que compunham seu próprio ministério, e que pôs fim ao Estado Novo. Renunciou formalmente ao cargo de presidente da república, no qual se mantivera desde 1930, quando assumiu o governo do Brasil como chefe do Governo Provisório da Revolução de 1930, o qual durou até 1934, de 1934 a 1937 como presidente eleito pelo Congresso Nacional, e de 1937 até 1945, como chefe do Estado Novo, o qual foi implantado após o período de instabilidade política gerada pela Intentona Comunista e pelo Plano Cohen.
O estopim para a ação militar foi a nomeação de um irmão de Getúlio, Benjamim Vargas para chefe da polícia do Rio de Janeiro. Getúlio foi deposto por uma conspiração militar e substituído pelo presidente do Supremo Tribunal Federal, porque na Constituição de 1937 não existia a figura do vice-presidente. E este presidente interino, José Linhares, ficou três meses no cargo até passar o poder ao presidente eleito em 2 de dezembro de 1945, Eurico Gaspar Dutra.
Uma contribuição valiosa para a vitória eleitoral de Eurico Dutra veio de Hugo Borghi, que distribuiu milhares de panfletos acusando o candidato Eduardo Gomes de ter dito: ''Não preciso dos votos dos marmiteiros''. O que Eduardo pronunciou na verdade, no Teatro Municipal do Rio de Janeiro, em 19 de novembro, foi: "Não necessito dos votos dessa malta de desocupados que apoia o ditador para eleger-me presidente da República".

## Economia e infraestrutura
No Estado Novo foram criados o Conselho Nacional do Petróleo, o Departamento Administrativo do Serviço Público pelo decreto-lei n.º 579, de 30 de julho de 1938, com o objetivo de racionalizar a administração pública e que foi extinto, pelo decreto nº 93.211, de 3 de setembro de 1986. No discurso de inauguração das obras da Companhia Siderúrgica Nacional, Getúlio colocou esta obra como divisor de águas na economia brasileira e diz: "O problema básico da nossa economia estará em breve sob novo signo. O país semicolonial, agrário, importador de manufaturas e exportador de matérias primas poderá arcar com as responsabilidades de uma vida industrial autônoma, provendo as suas urgentes necessidades de defesa e aparelhamento".

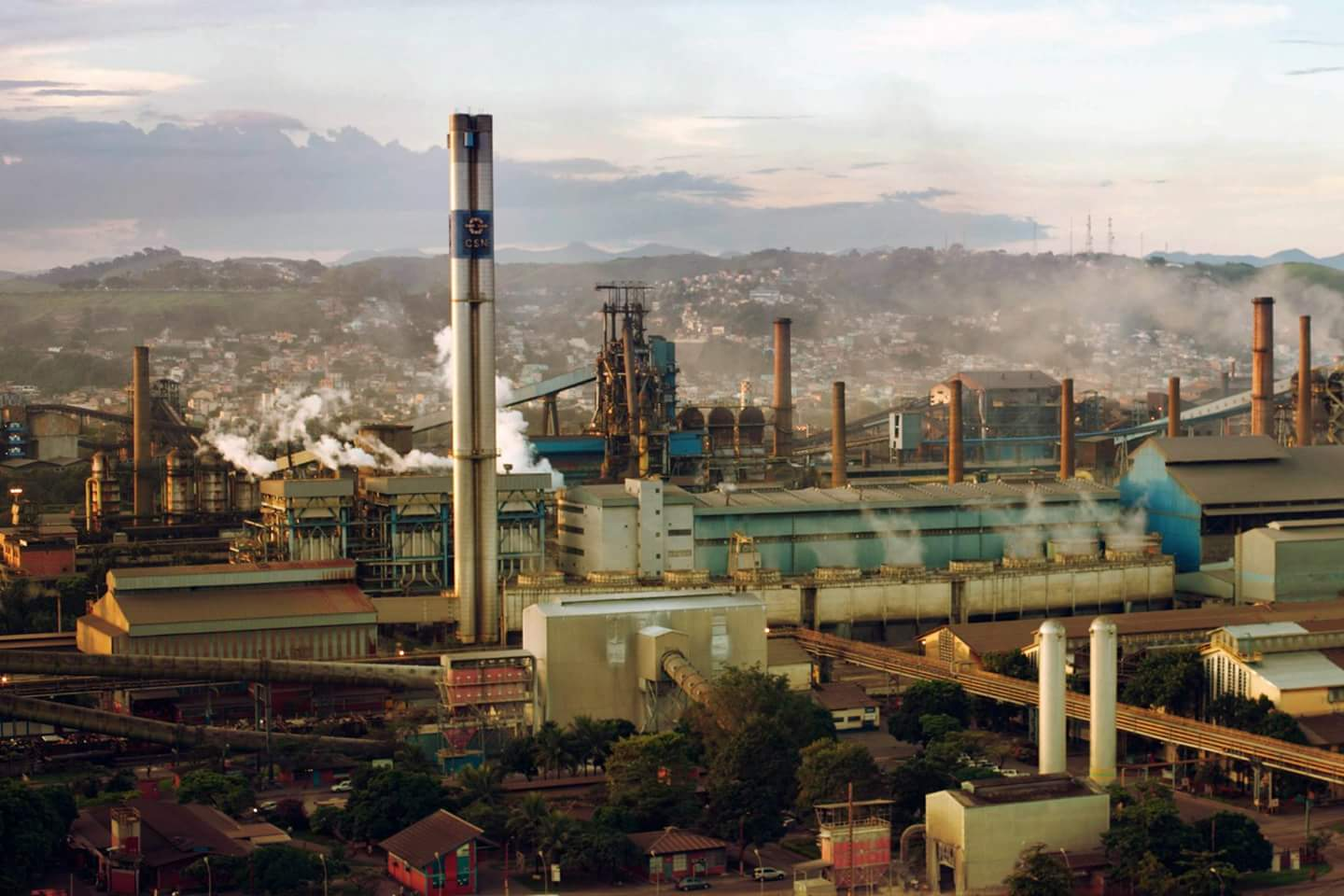
Vista parcial da CSN, em Volta Redonda

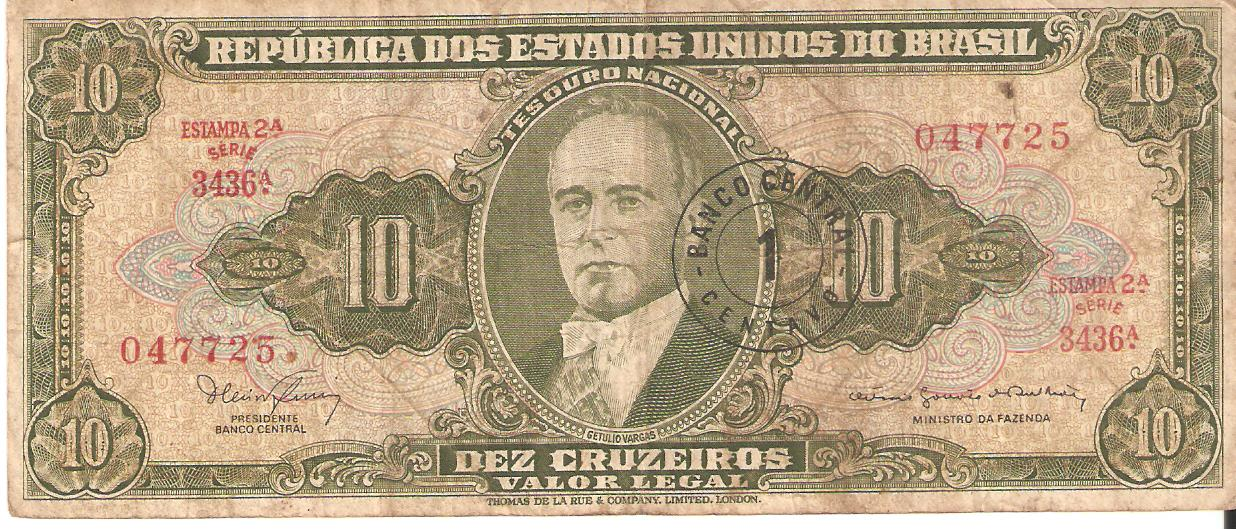
Efígie na cédula de dez cruzeiros em 1942

Criou a Companhia Nacional de Álcalis pelo decreto-lei n.º 5.684, de 20 de julho de 1943, a Companhia Vale do Rio Doce pelo decreto-lei n.º 4.352, de 1 de junho de 1942, o Instituto de Resseguros do Brasil pelo decreto-lei n.º 1.186, de 3 de abril de 1939, a Companhia Hidrelétrica do São Francisco, o Conselho Federal do Comércio Exterior, a lei da sociedade anônima e a Estrada de Ferro Central do Brasil, através do decreto-lei n.º 3.306, de 24 de maio de 1941, foi reorganizada como autarquia e ampliada sua funções.
Getúlio deu os primeiros passos para a criação da indústria aeronáutica brasileira. Foi criada a Fábrica Nacional de Motores (FNM), inicialmente planejada para ser fábrica de aviões, e que posteriormente produziu tratores e o caminhão FNM. Getúlio se empenhara pessoalmente, também, desde 1933, em criar a Fábrica de Aviões de Lagoa Santa (Minas Gerais), a qual enfrentou dificuldades devido à Segunda Guerra Mundial e de ordem técnica. Produziu algumas unidades dos aviões T-6 e foi fechada em 1951.
A Companhia Siderúrgica Nacional (CSN) foi criada por Vargas após um acordo diplomático, denominado Acordos de Washington, feito entre os governos brasileiro e estadunidense, que previa a construção de uma usina siderúrgica que pudesse fornecer aço para os aliados durante a Segunda Guerra Mundial e, na paz, ajudasse no desenvolvimento do Brasil. Os acordos também estabeleceram cooperação mútua com o Reino Unido no esforço de guerra, recebendo, o Brasil, empréstimos e ampliando a exportação de minérios e de borracha. Pelo decreto-lei n.º 4.523, de 25 de julho de 1942, foi criado a  Comissão de Controle dos Acordos de Washington.
Na obra de modernização das forças armadas, destacam-se a criação do Ministério da Aeronáutica e da FAB, a construção de um novo quartel-general do exército, de novos quarteis e vilas militares, da nova escola militar em Resende (AMAN), criação de fábricas de armamentos para reduzir a dependência externa e novas leis de organização do exército, de promoções, de ensino, montepio e o Código de Justiça Militar. O exército da época tinha critérios eugênicos inclusive para selecionar quem iria fazer o serviço militar obrigatório.
Foi estimulado, pela Comissão Nacional do Gasogênio, o uso do equipamento gasogênio para a produção do combustível gás pobre, que abasteceu os automóveis brasileiros durante a Segunda Guerra Mundial, quando ficou restrita a importação de petróleo e derivados. Foi criada a nova moeda, o cruzeiro, que fora planejado quando Getúlio fora ministro da fazenda de Washington Luís. Foi criado, pelo decreto-lei n.º 14, de 25 de setembro de 1937, o Conselho Técnico de Economia e Finanças (CTEF), que segundo o jornal Valor Econômico foi o "corolário de um exercício de supervisão das condições financeiras do país, efetuado desde o início do governo de Getúlio Vargas".
O decreto-lei n.º 395, de 29 de abril de 1938, declara de utilidade pública o abastecimento nacional de petróleo, torna de competência exclusiva do governo federal a regulamentação da indústria do petróleo e cria o Conselho Nacional do Petróleo. Em 1939, em Lobato (Salvador), na Bahia, pela primeira vez, no Brasil, foi extraído petróleo. O decreto-lei n.º 311, de 2 de março de 1938, estabeleceu normas sobre a divisão territorial do país, e, no seu artigo 3.°, estabeleceu que todas as sedes de municípios teriam a categoria de cidades.
Foi construída e entregue a estrada Rio-Bahia, a primeira ligação rodoviária entre o centro-sul e o nordeste do Brasil. A Rio-Bahia se estendia até Feira de Santana e, desta cidade até Fortaleza, foi construída, por Getúlio, a Rodovia Transnordestina, atual BR-116. Sobre esta rodovia, concluída em 1945, Getúlio declarou na campanha presidencial de 1950:
| “ | Só nos primeiros dez anos que se seguiram à Revolução de 1930, a rede rodoviária do Nordeste alcançou quase o dobro de extensão. As principais linhas-tronco que ligam as capitais dos estados e as maiores cidades foram quase todas concluídas no meu governo. No começo de 1945 estavam entregues ao tráfego 1.234 quilômetros da grande rodovia Transnordestina, que liga Fortaleza a Salvador e atravessa as mais ricas regiões econômicas do Ceará, Pernambuco e do norte da Bahia. | ” |

Essas estradas fizeram ampliar em muito a migração de nordestinos para o centro-sul do Brasil, a maioria vindos em caminhões apelidados de "paus-de-arara". Antes de sua existência, as viagens para o Norte eram feitas principalmente em navios chamados de "itas".

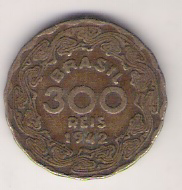
No ano de 1942, o réis (Rs) deixou de circular e deu lugar ao cruzeiro (Cr$).

Sobre os açudes que construiu no Nordeste do Brasil, em um comício, em Fortaleza, em 12 de janeiro de 1947, Getúlio diz: "Durante quase meio século (de 1877 a 1930) se represaram apenas 650 milhões de metros cúbicos de água para lutar contra a seca. Em 14 anos meu governo fez represar açudes para quase três bilhões de metros cúbicos e deixou obras prontas para mais quatro bilhões de metros cúbicos. Em pouco mais de um decênio, 10 vezes mais que em meio século".
Foi incentivada a ocupação da Amazônia por brasileiros oriundos de outras regiões, especialmente do Nordeste, para a extração de borracha, para ser exportada para os Estados Unidos, pois este país perdera o fornecimento de borracha vindo do sudeste asiático, em virtude da Segunda Guerra Mundial. Esses migrantes ficaram conhecidos como os "Soldados da Borracha". Pela lei nº 12.447, de 15 de julho de 2011, os "Soldados da Borracha" foram inscritos no Livro dos Heróis da Pátria.
Em 1944, o Brasil participou da Conferência de Bretton Woods, que resultou na criação do FMI e do Banco Mundial. O decreto-lei n.º 6.378, de 28 de março de 1944, transforma a Polícia Civil do Rio de Janeiro em Departamento Federal de Segurança Pública (DFSP), que em 1964 passa a ter atuação em âmbito nacional e que passou a se chamar em 1967 de Polícia Federal. Pelo decreto-lei n.º 7.293, de 2 de fevereiro de 1945, foi criada a SUMOC, Superintendência da Moeda e do Crédito, dizendo o seu artigo 1º: "É criada, diretamente subordinada ao Ministro da Fazenda, a Superintendência da Moeda e do Crédito, com o objetivo imediato de exercer o controle do mercado monetário e preparar a organização do Banco Central". A SUMOC exerceu esta função de controle da moeda até a criação do Banco Central do Brasil, em 1964.

## Política
O regime político recebeu o nome de Estado Novo, nome inspirado no regime de António de Oliveira Salazar em Portugal, e durou até 29 de outubro de 1945, quando Getúlio Vargas foi deposto pelas Forças Armadas.

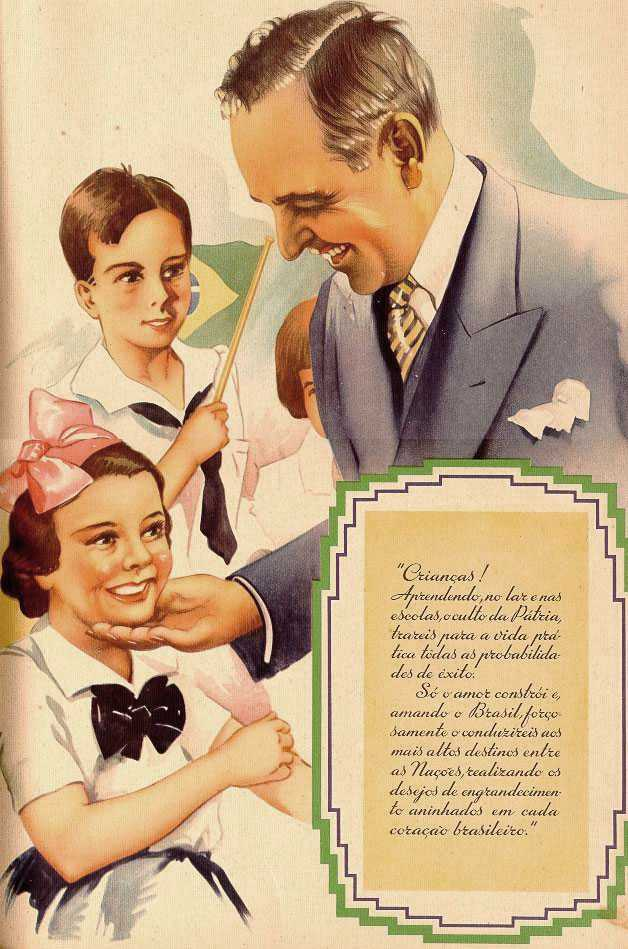
Propaganda do Estado Novo, mostrando Getúlio Vargas ao lado de crianças, símbolos do futuro do Brasil.

Getúlio Vargas determinou o fechamento do Congresso Nacional e extinção dos partidos políticos. Ele outorgou uma nova constituição, que lhe conferia o controle total do poder executivo e lhe permitia nomear interventores nos estados, aos quais, Getúlio deu ampla autonomia na tomada de decisões, e previa um novo Legislativo, porém nunca se realizaram eleições no Estado Novo.
A Constituição de 1937 foi apelidada de "Polaca", servindo tanto para mostrar que fora amplamente influenciada pela Constituição autoritária da Polônia quanto, depreciativamente, associá-la a uma zona de baixo meretrício no Rio de Janeiro. Na prática a Constituição de 1937 não vigorou, pois, Getúlio governou durante todo o Estado Novo através de decreto-lei e nunca convocou o plebiscito previsto na "Polaca". A Constituição de 1937 substituiu a Constituição de 1934 que Getúlio não gostava e assim se expressou sobre ela, no 10º aniversário da revolução de 1930, em discurso de 11 de novembro de 1940:
| “ | Uma constitucionalização apressada, fora de tempo, apresentada como panaceia de todos os males, traduziu-se numa organização política feita ao sabor de influências pessoais e partidarismo faccioso, divorciada das realidades existentes. Repetia os erros da Constituição de 1891 e agravava-os com dispositivos de pura invenção jurídica, alguns retrógrados e outros acenando a ideologias exóticas. Os acontecimentos incumbiram-se de atestar-lhe a precoce inadaptação! | ” |

Na versão de Francisco Campos que redigiu a "Polaca", esse foi o erro de Getúlio no Estado Novo: não ter instalado o Poder Legislativo, nem ter se legitimado pelo voto em plebiscito. Como Francisco Campos afirmou que começara a redigir a nova constituição em 1936, suspeita-se que a decisão de dar um golpe de estado foi tomada logo depois da Intentona Comunista em novembro de 1935.
O Estado Novo promovia grandes manifestações patrióticas, cívicas e nacionalistas e eram incentivados, pelo Departamento de Imprensa e Propaganda, os apelos patrióticos na imprensa e  nos livros didáticos. O Poder Judiciário não sofreu interferências significativas no Estado Novo, exceto nos casos de crimes políticos. Um poder judiciário relativamente independente é raro acontecer em regimes políticos fortes, também chamados de autoritários, como o Estado Novo.
O líder comunista Luís Carlos Prestes permaneceu preso durante todo o Estado Novo. O escritor Monteiro Lobato foi preso por ter enviado uma carta a Getúlio criticando a sua política em relação ao petróleo brasileiro. Monteiro Lobato queria que o governo explorasse esse recurso natural para o desenvolvimento do País. Prestes, devido à sua relação com o Comintern, durante o seu discurso no Estádio de São Januário, na cidade do Rio de Janeiro, em 1945, defendeu a continuação do governo de Getúlio Vargas pelos progressos alcançados durante sua gestão.
O Estado Novo, por sua vez, pouco podia atuar na questão do petróleo, pois era dependente dos investimentos em pesquisa das companhias estrangeiras de petróleo. Sendo essas pesquisas de alto risco e custo, e sendo, para as multinacionais, mais lucrativo manter sua hegemonia no ramo petrolífero. As empresas estrangeiras sustentavam que não existia petróleo no Brasil. Diante desta situação Getúlio Vargas decidiu criar, durante o Estado Novo, o Conselho Nacional do Petróleo (CNP) e, mais tarde, no seu governo constitucional de 1951-1954, criou a Petrobras, no ano de 1953.

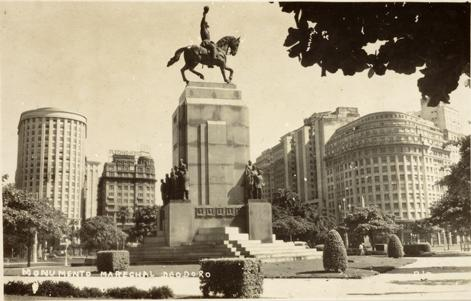
Monumento-túmulo ao Marechal Deodoro, o proclamador da República no Brasil, inaugurado na Praça Paris (Rio de Janeiro) em 1937. Era importante exaltar símbolos republicanos para fortalecer o governo getulista.

Durante o regime foram presos tanto militantes da ANL, grupo político progressista e antifascista, quanto membros da AIB, grupo inspirado no Fascismo Italiano. Além disso, intelectuais importantes foram encarcerados, como o escritor Graciliano Ramos, e o jornalista Barão de Itararé. Alguns nem sequer eram oposicionistas, mas foram vítimas de denúncias odiosas. O livro Memórias do Cárcere de Graciliano Ramos é um duro relato do autor sobre suas experiências vividas no período em que ficou preso em Ilha Grande, sob acusação de ligação com o partido comunista (PCB).
A imprensa foi censurada. O diário matutino O Estado de S. Paulo, de alinhamento ideológico liberalista, havia apoiado a Revolução de 1930, foi tomado à família Mesquita, pelo interventor paulista Ademar Pereira de Barros. O proprietário do jornal, Júlio de Mesquita Filho, exilou-se na Argentina, e até hoje o jornal O Estado de S. Paulo não conta os anos sob intervenção getulista em sua história oficial. O diário foi devolvido aos Mesquita em 1945. Também foi iniciada a campanha de nacionalização para integrar os imigrantes e sua cultura à realidade nacional, diminuindo sua influência e buscando sua integração à população brasileira. Nesse período, foi proibido o ensino em língua estrangeira, muito comum em locais de colonização alemã, e até o nome do clube de futebol Palestra Itália teve de ser substituído por Palmeiras.
Pelo decreto-lei n.º 483, de 8 de junho de 1938, foi criado o Código Brasileiro do Ar, para regular o transporte aéreo, que vigorou até 1966, quando foi substituído por outro código homônimo. Foi criada a primeira lei abrangente no Brasil sobre entorpecentes, estabelecida no decreto-lei n.º 891 de 25 de novembro de 1938. Houve uma reforma ortográfica, em 1943, com a publicação do Formulário Ortográfico de 1943, simplificando a grafia da língua portuguesa, com base no decreto-lei n.º 292 de 23 de fevereiro de 1938. Foi criado o Museu Imperial, em Petrópolis, pelo decreto-lei n.º 2.096, de 20 de março de 1940.

### Política sociocultural

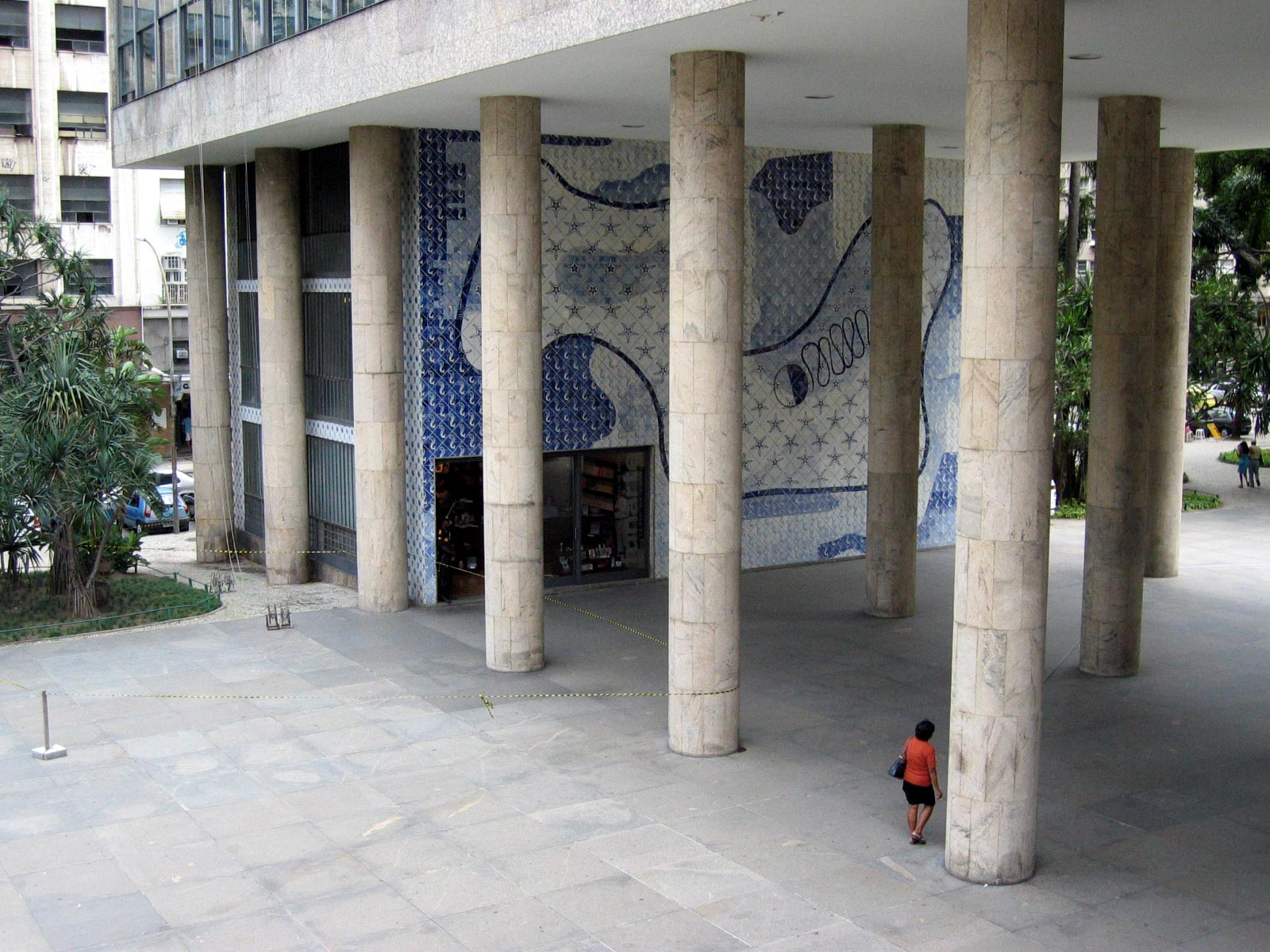
Entrada da antiga sede do Ministério da Educação e Saúde, construído durante o Estado Novo e marco da arquitetura moderna no Brasil.

Algumas características do Estado Novo se parecem com o castilhismo, do qual Getúlio era adepto. O castilhismo tinha três princípios básicos, valorizados pelo Estado Novo: escolha dos governantes com base na sua pureza moral e não na sua representatividade popular; na política devem ser eliminadas as disputas político partidárias, valorizando somente a virtude; o governante deve regenerar a sociedade, e o Estado comandar a transformação e modernização da sociedade.
Em consonância com a tradição política nacional, Vargas e diversos membros de seu governo se inspiravam no fascismo europeu, do qual emprestaram o desprezo pelos partidos políticos e a preocupação em controlar com eficiência a imprensa e a educação. Para tanto, existiu o Departamento de Imprensa e Propaganda (DIP), que censurava os jornais e produzia peças de propaganda em prol do governo, tentando transformar Getúlio Vargas em um mito, como o “pai dos pobres’.
Como os fascistas italianos, o Estado Novo brasileiro negava a luta de classes, afirmando que o crescimento econômico estava ao lado dos empresários e dos trabalhadores. Assim, Vargas aplacou os trabalhadores criando a CLT e criando sindicatos oficiais, ao passo que agradou os empresários criando infraestrutura para o crescimento da indústria. Por causa de sua aproximação para com as classes mais baixas, atendendo às suas reivindicações por alguns direitos, Getúlio Vargas foi considerado populista.
O Estado Novo, pelo contrário, buscou-se, pela primeira vez na história do Brasil, uma identidade nacional. O conceito de "antropofagia cultural" manifestado pela Semana de Arte Moderna, em São Paulo no ano de 1922, foi ampliado durante o Estado Novo através do SPHAN, planejado por Mário de Andrade e tendo como colaboradores intelectuais do porte de Carlos Drummond de Andrade, Oscar Niemeyer, Lúcio Costa e Cândido Portinari. Assim, consolidou-se a noção de que há uma cultura brasileira autêntica, surgida da fusão da cultura indígena, africana e europeia. Não só as três culturas, mas os três povos viveriam em harmonia, fundando um povo unido e capaz de modernizar o país.

### Direito civil e trabalhista
O Estado Novo foi promulgado o Código Penal Brasileiro, a Lei das Contravenções Penais, o Código de Processo Penal Brasileiro, e a Consolidação das Leis do Trabalho (CLT), todos até hoje em vigor. Foi criado o Código Brasileiro de Trânsito. O Código de Processo Civil de 1939, que na época representou muitos avanços, constituindo-se na primeira legislação processual moderna do Brasil. Foi revogado pelo Código de Processo Civil de 1973, instituído pela Lei 5.869, de 11 de janeiro de 1973. Pelo decreto-lei n.º 1.985, de 29 de janeiro de 1940, é instituído o Código de Minas, que teve vigência até 1967, quando foi substituído pelo Código de Mineração. O decreto-lei n.º 7.661, de 21 de junho de 1945, estabeleceu a Lei de falências, que vigorou até 2005. Pelo decreto-lei n.º 2.994, logo substituído pelo decreto-lei n.º 3.651, foi criado o primeiro código nacional de trânsito brasileiro.

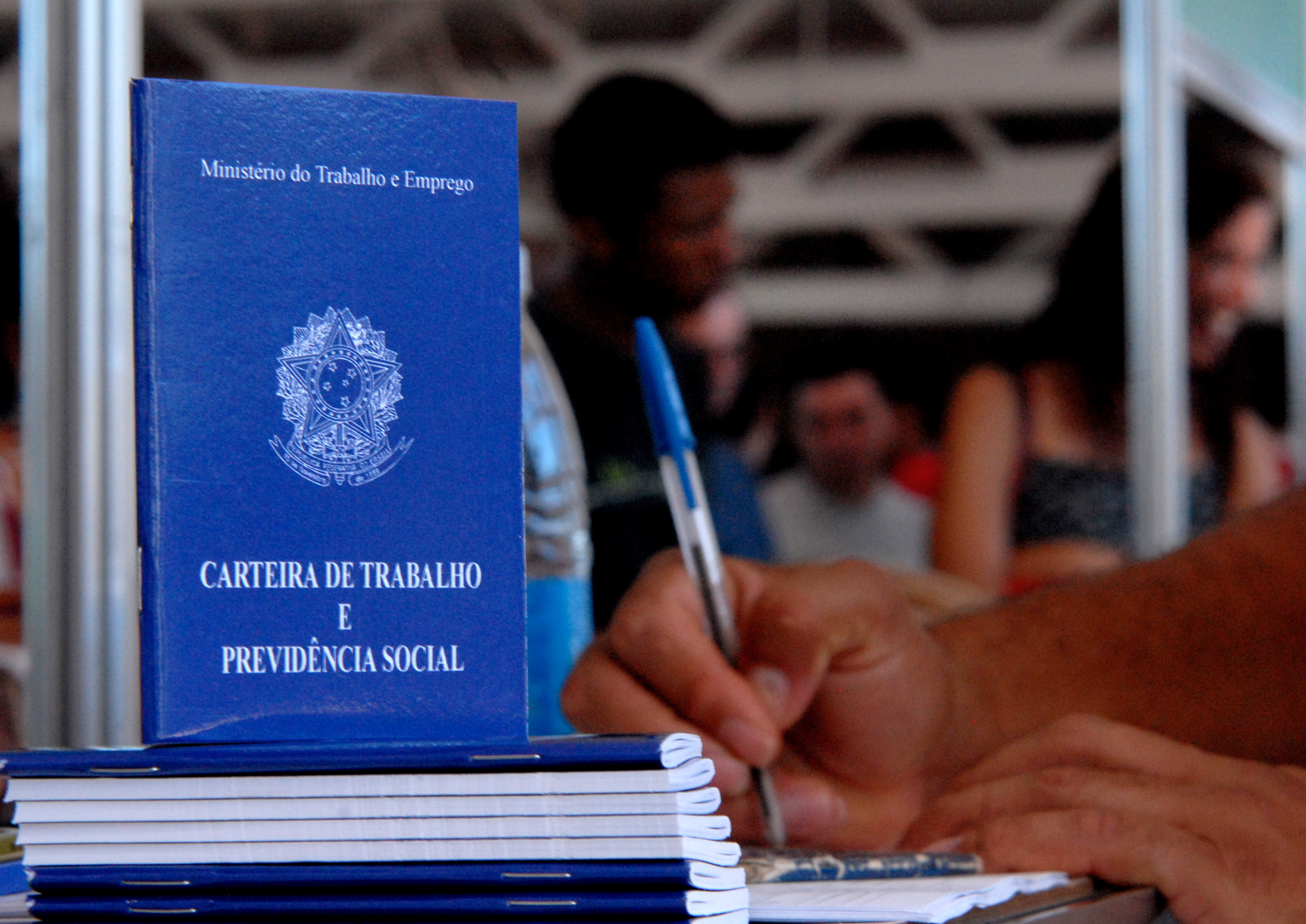
Vargas tornou a carteira de trabalho obrigatória para consolidação dos direitos trabalhistas

Getúlio Vargas criou, no Estado Novo, a Justiça do Trabalho, no dia 1 de maio de 1939, pelo decreto-lei n.º 1.237. Criou o salário mínimo, e concedeu a estabilidade no emprego do trabalhador, após de dez anos no emprego. Em 28 de novembro de 1940, foi assinado, em Washington, DC, pelo Brasil e por mais 13 países produtores de café e os Estados Unidos, o Acordo Interamericano do Café, visando regular seu o preço e o comércio internacional.
Em 1942 foi criado o território de Fernando de Noronha. Em 1943, foram criados o Território Federal do Guaporé (atual Rondônia), o Território Federal do Rio Branco (atual Roraima),  e o Território Federal do Amapá. Foram também criados os territórios federais do Iguaçu e de Ponta Porã, que não prosperaram. O fator decisivo para Getúlio criar os territórios foi sua visita, durante o Estado Novo, ao Centro-Oeste do Brasil, quando, segundo diz em seu Diário, ficou impressionado com o vazio populacional do interior do Brasil. Getúlio considerava o Brasil Central, de antigamente, como sendo "uma vasta solidão inaproveitada". Vargas neste processo criou reservas indígenas para os guarani kaiowá em vista de desalojá-los para facilitar esta expansão.
O norte do Paraná, até então despovoado, foi colonizado e povoado através de um grande projeto de colonização feito pela iniciativa privada, especialmente pela Companhia de Terras do Norte do Paraná, a Cianorte. Este esforço de ocupar o interior do Brasil foi chamado, por Getúlio, de "Marcha para o Oeste". Em 1940, Cassiano Ricardo publica um livro com este título. O empresário da mineração Jorge Abdalla Chamma, em seu livro Por um Brasil Melhor, detalha os esforços do Estado Novo para implantar um polo siderúrgico em Corumbá. Quanto à preocupação de Getúlio com a "Marcha para o Oeste", em 10 de setembro de 1950, na sua campanha para presidente da república, faz um discurso em Uberaba atribuindo aos criadores do gado zebu o desenvolvimento do Triângulo Mineiro e do Brasil Central:
| “ | Lutando contra opiniões que combatiam a introdução do gado zebu no Brasil, os fazendeiros do Triângulo Mineiro apoiados exclusivamente no seu próprio trabalho e nos seus próprios recursos arrostaram todos os percalços da tremenda luta que se feriu, e que, afinal, lhes conferiu incontestada vitória. De então para cá, o Brasil Central passou a ter expressão econômica, transformando-o de uma vasta solidão inaproveitada, que era então, no grande reduto econômico e francamente ativo da atualidade. | ” |

Foi implantada, pelo decreto-lei n.º 5.941, de 28 de outubro de 1943, a Colônia Agrícola Nacional Dourados, que possibilitou a colonização e expansão da agricultura no sul do atual Mato Grosso do Sul. Foi feito o saneamento da Baixada Fluminense. Foi criada, pelo decreto-lei n.º 6.882, de 19 de fevereiro de 1941, a Colônia Nacional Agrícola de Goiás.
O decreto-lei n.º 3.855, de 21 de fevereiro de 1941, estabeleceu o Estatuto da Lavoura Canavieira, o qual, em um discurso pronunciado em 12 de janeiro de 1947, em Recife, Getúlio assim o definiu: "A primeira lei da reforma agrária do Brasil surgiu em vosso benefício com o 'Estatuto da Lavoura Canavieira'. Não prometi: fiz. Realizei a maior reforma social do século com esse estatuto, equilibrando o direito real com os direitos do trabalho".

### Política externa

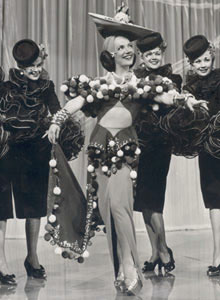
Carmen Miranda foi içada a símbolo da "política de boa vizinhança" entre os Estados Unidos e o Brasil.

No livro A revolução e a América – O Presidente Getúlio Vargas e a Diplomacia (1930-1940), que reúne textos de Oswaldo Aranha e José Roberto de Macedo Soares, é relatado que assumindo o governo do Brasil, em 1930, Getúlio reconheceu e acatou todos os compromissos assumidos pelo Brasil no exterior, o que facilitou o reconhecimento diplomático do Governo Provisório.
O governo Getúlio mediou o restabelecimento de relações diplomáticas entre o Peru e o Uruguai; recebeu, em 1931, a visita dos aviadores italianos e dos príncipes britânicos; assinou, em 1934, o Protocolo de Amizade entre Peru e Colômbia, pondo fim à Questão de Letícia; fez a demarcação de 4 535 quilômetros de fronteiras entre 1930 e 1940; promoveu a conciliação entre Bolívia e Paraguai, pondo fim à Guerra do Chaco, inclusive perdoando a dívida paraguaia; conseguiu, por intermédio do presidente dos Estados Unidos, Franklin Roosevelt, um empréstimo do Export and Import Bank, utilizado em obras públicas e compras para o Lloyd Brasileiro e a Estrada de Ferro Central do Brasil; instalou, em 1940, no Rio de Janeiro, a Comissão Interamericana de Neutralidade; firmou 86 atos internacionais e 122 acordos bilaterais; criou, em 1934, o Conselho Federal de Comércio Exterior; criou, em 1938, o Conselho de Imigração e Colonização, e, em 1939, o Conselho de Defesa da Economia Nacional.[carece de fontes?]
Getúlio Vargas empregou políticas ambíguas para as órbitas do Eixo e dos Aliados. Em primeiro lugar, o Brasil parecia estar entrando na órbita do Eixo — mesmo antes da declaração do Estado Novo de 1937. Entre 1933 e 1938, a Alemanha nazista se tornou o principal mercado para o algodão brasileiro, e seu segundo maior importador de café e cacau brasileiro. O rápido aumento do comércio civil e militar entre o Brasil e a Alemanha nazista deu, aos funcionários dos Estados Unidos, a razão para começar a questionar o alinhamento internacional de Getúlio Vargas.
O Brasil, durante o Estado Novo, abrigou muitos judeus perseguidos pelos regimes nazifascista europeus, tendo o cônsul do Brasil na Alemanha (1938–1942) João Guimarães Rosa sido homenageado postumamente pelo governo de Israel na década de 1980. O Brasil foi a única nação sul-americana fundadora da Liga das Nações (1918) e da ONU (1945), mantendo-se assim, sua tradicional política externa favorável a soluções negociadas de conflitos.